# Jürgen Prochnow
Jürgen Prochnow, também conhecido como Jurgen Prochnow ou Juergen Prochnow (Berlim, 10 de junho de 1941) é um ator alemão.
Graças a sua fluência na língua inglesa, ele tem sido um dos mais atuantes atores alemães em Hollywood. Personificou Arnold Schwarzenegger em um filme sobre a carreira política do ator, chamada See Arnold Run.
Teve a sua face parcialmente queimada, com queimaduras de primeiro e segundo graus, em razão de um acidente durante as filmagens de Dune, e a sequência do acidente aparece na versão do filme lançada comercialmente.

## Filmografia selecionada
- 2015 - Remember (br: Memórias Secretas)
- 2007 - Primeval (br: Primitivo)
- 2006 - The Da Vinci Code (br / pt: O Código Da Vinci)
- 2006 - Beerfest (br: Beerfest)
- 2006 - The Celestine Prophecy (br: A profecia celestina )
- 2003 - House of the Dead (br: House of the Dead - O filme)
- 2001 - Ripper (br: Ripper - Mensageiro do inferno)
- 1999 - Wing Commander ( br: Wing Commander - A batalha final)
- 1998 - The Replacement Killers (br: Assassinos substitutos)
- 1997 - Air Force One (br / pt: Força Aérea Um)
- 1996 - The English Pacient (br / pt: O paciente inglês)
- 1995 - Judge Dredd (br: O juiz)
- 1995 - In the Mouth of Madness (br: À beira da loucura)
- 1993 - Body of Evidence (br: Corpo em evidência)
- 1991 - Robin Hood (br: Robin Hood - Herói dos ladrões)
- 1989 - A Dry White Season (br: Assassinato sob custódia)
- 1988 - The Seventh Sign (br: A Sétima Profecia)
- 1987 - Beverly Hills Cop II (br: Um tira da pesada 2)
- 1984 - Dune (br: Duna)
- 1983 - The Keep (br: A fortaleza infernal)
- 1981 - Das Boot (br: O barco – Inferno no mar / pt: A odisséia do submarino 96)